# 佐々木健志
佐々木 健志（ささき たけし、1996年7月16日 - ）は、日本の柔道家。島根県出雲市出身。階級は81kg級。身長171cm。血液型はB型。段位は四段。組み手は右組み。得意技は背負投、寝技。妹は78kg級で活躍している佐々木ちえ。

## 経歴
柔道は父や兄の影響で3歳の時に浜田柔道教室で始めた。その後、2015年の世界カデ63kg級で2位になった妹のちえや弟も始めた。小学校5年と6年の時に全国小学生学年別柔道大会に出場するが、ともに予選リーグで敗れた。出雲第一中学3年の時には全国中学校柔道大会の73kg級で5位となった。
父親が柔道部を指導する平田高校へ進むと、1年の時には全日本カデで3位になった。全国高校選手権では3回戦で敗れた。2年の時には全日本カデで再び3位となった。その後階級を81kg級に上げると、インターハイでは初戦で敗れたものの、全国高校選手権では6試合オール一本勝ちで優勝した。3年の時にはインターハイの2回戦で敗れたが、アジアジュニアでは優勝した。
2015年には筑波大学へ進学すると、2年の時に全日本ジュニアで優勝した。
3年の時には5月の東アジア選手権でシニアの国際大会初優勝を飾った。6月の優勝大会では3位となった。11月の講道館杯では決勝でパーク24の小原拳哉を腕挫十字固で破って優勝を飾った。12月のグランドスラム・東京では3回戦で敗れた。2018年2月のグランドスラム・パリでは初戦でジョージアのヌグザリ・タタラシビリに大外刈で敗れた。3月のグランドスラム・エカテリンブルグでは準決勝で世界3位であるイランのサイード・モラエイを内股で破るなどオール一本勝ちで決勝まで進むも、日本体育大学1年の藤原崇太郎に小内返で敗れて2位に終わった。
4年の時には4月の体重別の準決勝で小原を合技で破ると、決勝では藤原を技ありで破って今大会初優勝を飾った。なお、世界選手権代表には選ばれなかったが、アジア大会代表には選ばれた。5月のグランプリ・フフホトでは決勝でリオデジャネイロオリンピック金メダリストであるロシアのハサン・ハルムルザエフと対戦すると、内股すかしと背負投の合技で破るなど5試合オール一本勝ちして優勝を飾った。精神面で安定してきたことや、体調をうまく調整できるようになったことが好調の要因だという。6月の優勝大会では決勝で東海大学と対戦すると、0-1とリードされた大将戦で100kg級の村田大祐を裏投げで破って1-1のタイに持ち込んだ。ジャンケンに勝って代表戦に出場するが、100kg超級の太田彪雅に払腰で敗れてチームは2位にとどまった。8月のアジア大会では準決勝でカザフスタンのディダル・ハムザに隅落で敗れると、3位決定戦でもキルギスタンのウラジーミル・ゾロエフに隅落で敗れて5位に終わった。10月の体重別団体では2位だった。11月の講道館杯では3回戦でJRAの長島啓太に技ありで敗れた。11月のグランドスラム・大阪では決勝で小原をGSに入った直後に崩袈裟固で破るなど、オール一本勝ちして優勝した。12月のワールドマスターズでは初戦で世界チャンピオンとなったモラエイを合技で破るなどして決勝まで進むと、ロシアのアスラン・ラピナゴフを技ありで破って優勝した。2019年2月のグランドスラム・パリでは初戦で地元フランスの選手に技ありで敗れた。
4月からは綜合警備保障の所属となった。体重別では準決勝で自衛隊体育学校の佐藤正大に背負投で敗れて3位にとどまった。7月にグランプリ・ブダペストに出場するが、初戦でオーストリアのシャミル・ボルチャシビリに開始早々の肩車で敗れた。11月の講道館杯では準決勝で国士舘大学3年の友清光に小内刈で敗れて3位に終わった。グランドスラム・大阪では3回戦でロシアのトルパル・テプカエフに合技で敗れた。2020年12月には全日本選手権に初出場すると、2回戦で元全日本3位の旭化成の垣田恭兵を肩固、3回戦で元全日本チャンピオンの千葉県警の加藤博剛を同じく肩固、準々決勝では100kg超級の選手で今大会を3度制している旭化成の王子谷剛志を一本背負投の技ありと小内巻込の有効で破る快進撃を果たすと、準決勝では旭化成の太田に袖釣込腰からの上四方固で敗れはしたものの、81kg級の選手ながら3位入賞を果たした。2021年4月の体重別では決勝で藤原を腕挫十字固で破るなど、オール一本勝ちで3年ぶり2度目の優勝を飾った。しかしながら、世界選手権代表には選出されなかった。10月のグランドスラム・パリでは準々決勝で世界チャンピオンであるベルギーのマティアス・カスを横四方固で破るなどして決勝まで進むと、決勝では世界2位のジョージアのタト・グリガラシビリを合技で破って、オール一本勝ちで優勝を飾った。2022年4月の体重別では準決勝で藤原に技ありで敗れて3位に終わり、またも世界選手権代表の座を逃した。しかし、アジア大会代表には選ばれた。7月のグランプリ・ザグレブでは2回戦でアゼルバイジャンのゼリム・ツカエフに技ありで敗れた。8月のアジア選手権では準決勝でジョージアからUAEに国籍を変更したタタラシビリを開始早々絞め落とすと、決勝ではタジキスタンのショドモン・リゾエフを内股透かしで破るなどオール一本勝ちして優勝した。団体戦では日本チームは6人のうち4人しか出場しなかったため後のない戦いを強いられることになったが、決勝のモンゴル戦で3階級上である100kg超級のオドフー・ツェツェンツェンゲルを巴投げで破ってチームの優勝に貢献した。12月のグランドスラム・東京では準決勝で大学の先輩である旭化成の永瀬貴規に内股で敗れると、3位決定戦でもフランスのアルファ＝ウマール・ジャロに技ありで敗れて5位に終わった。怪我からの復帰戦となった2023年の実業個人選手権では決勝でJRAの賀持喜道に反則負けを喫して2位にとどまった。2024年の実業団体2部ではチームの優勝に貢献した。2025年2月のシニア体重別では準々決勝でパーク24の小原拳哉に合技で敗れて5位だった。

## 戦績
73kg級での戦績
- 2011年 - 全国中学校柔道大会 5位
- 2012年 - 全日本カデ 3位
- 2013年 - 全日本カデ 3位

81kg級での戦績
- 2014年 - 全国高校選手権 優勝
- 2014年 - アジアジュニア 優勝
- 2016年 - ブレーメンジュニア国際 3位
- 2016年 - 全日本ジュニア 優勝
- 2017年 - 東アジア選手権 個人戦 優勝 団体戦 3位
- 2017年 - 優勝大会 3位
- 2017年 - 学生体重別 5位
- 2017年 - 講道館杯 優勝
- 2018年 - グランドスラム・エカテリンブルグ 2位
- 2018年 - 体重別 優勝
- 2018年 - グランプリ・フフホト 優勝
- 2018年 - 優勝大会 2位
- 2018年 - アジア大会 5位
- 2018年 - 体重別団体 2位
- 2018年 - グランドスラム・大阪 優勝
- 2018年 - ワールドマスターズ 優勝
- 2019年 - 体重別 3位
- 2019年 - 講道館杯 3位
- 2020年 - 全日本選手権 3位
- 2021年 - 体重別 優勝
- 2021年 - グランドスラム・パリ 優勝
- 2022年 - 体重別 3位
- 2022年 - アジア選手権 個人戦 優勝 団体戦 優勝
- 2022年 - グランドスラム・東京 5位
- 2023年 - 実業個人選手権 2位
- 2024年 - 実業団体2部　優勝
- 2025年 - シニア体重別　5位

（出典、JudoInside.com）